# Cerro Cubo
El cerro Cubo es una montaña en el límite entre Argentina y Chile en el campo de hielo patagónico sur tiene una altitud de 2073 metros sobre el nivel del mar y está situada al sur de cerro Comandante Dublé Almeyda/Piedrabuena.
Forma parte del parque nacional Bernardo O'Higgins en su lado chileno y del parque nacional Los Glaciares en su lado argentino, administrativamente se encuentra en la región de Magallanes y de la Antártica Chilena en su lado chileno y en la provincia de Santa Cruz en el argentino.